# Centre d'Esports de Sants
El Centre d'Esports de Sants fou un club català de futbol d'inicis de Segle XX de la ciutat de Barcelona.

## Història
El Centre d'Esports de Sants (Centre de Sports segons la denominació de l'època) va ser fundat l'any 1915 com a resultat de la fusió de dos clubs de futbol del barri de Sants. Aquests clubs eren el Gladiator Sport Club, creat l'any 1912 i amb Modest Camps com a president i Narcís Masferrer com a president d'honor, i l'Sporting Club de Sants.
El club vestia amb camisa de color verd fosc i jugava els seus partits al camp situat al carrer Galileu.
El club disputà sempre la segona categoria del Campionat de Catalunya, essent la 1917-18 la seva millor temporada, on fou campió d'aquesta. Disputà la fase de promoció a Primera davant el FC Internacional però la perdé a doble partit (1-2, 0-0).
El 26 d'abril de 1922 es fusionà amb el club de futbol F.C. Internacional, i els equips ciclistes Club Ciclisme de Sants i Velo Sport per donar vida a la Unió Esportiva de Sants, desapareixent, conseqüentment de la vida futbolística catalana.

## Futbolistes destacats
- Agustí Sancho[13][2]
- Vicenç Piera[14]
- Ricard Galícia

## Temporades
| Temporada | Campionat                        | Posició |
| --------- | -------------------------------- | ------- |
| 1915-16   | C. de Catalunya Segona categoria |         |
| 1916-17   | C. de Catalunya Segona categoria | 4t      |
| 1917-18   | C. de Catalunya Segona categoria | Campió  |
| 1918-19   | C. de Catalunya Segona categoria | 4t      |
| 1919-20   | C. de Catalunya Segona categoria | 5è      |
| 1920-21   | C. de Catalunya Segona categoria | 6è      |
| 1921-22   | C. de Catalunya Segona categoria | 5è      |

## Palmarès
- C. de Catalunya Segona categoria 1917-18